# マクロモミシンB
マクロモミシンB（macromomycin B; マクロモマイシンB）は、抗がん活性を有する抗生物質の一つである。